# 129. Linieninfanterie-Regiment
Das 129. Linieninfanterie-Regiment (Französisch: 129e régiment d’infanterie de ligne) war eine Einheit der Grande Armée. Es wurde 1811 aus Bewohnern der französisch okkupierten nordwestdeutschen Territorien aufgestellt und nach schwersten Verlusten im Russlandfeldzug 1812 Mitte 1813 aufgelöst.

## Geschichte 1811–1813

### Aufstellung
Das Regiment wurde erstmals 1793 als 129. Halbbrigade aufgestellt und 1796 aufgelöst.

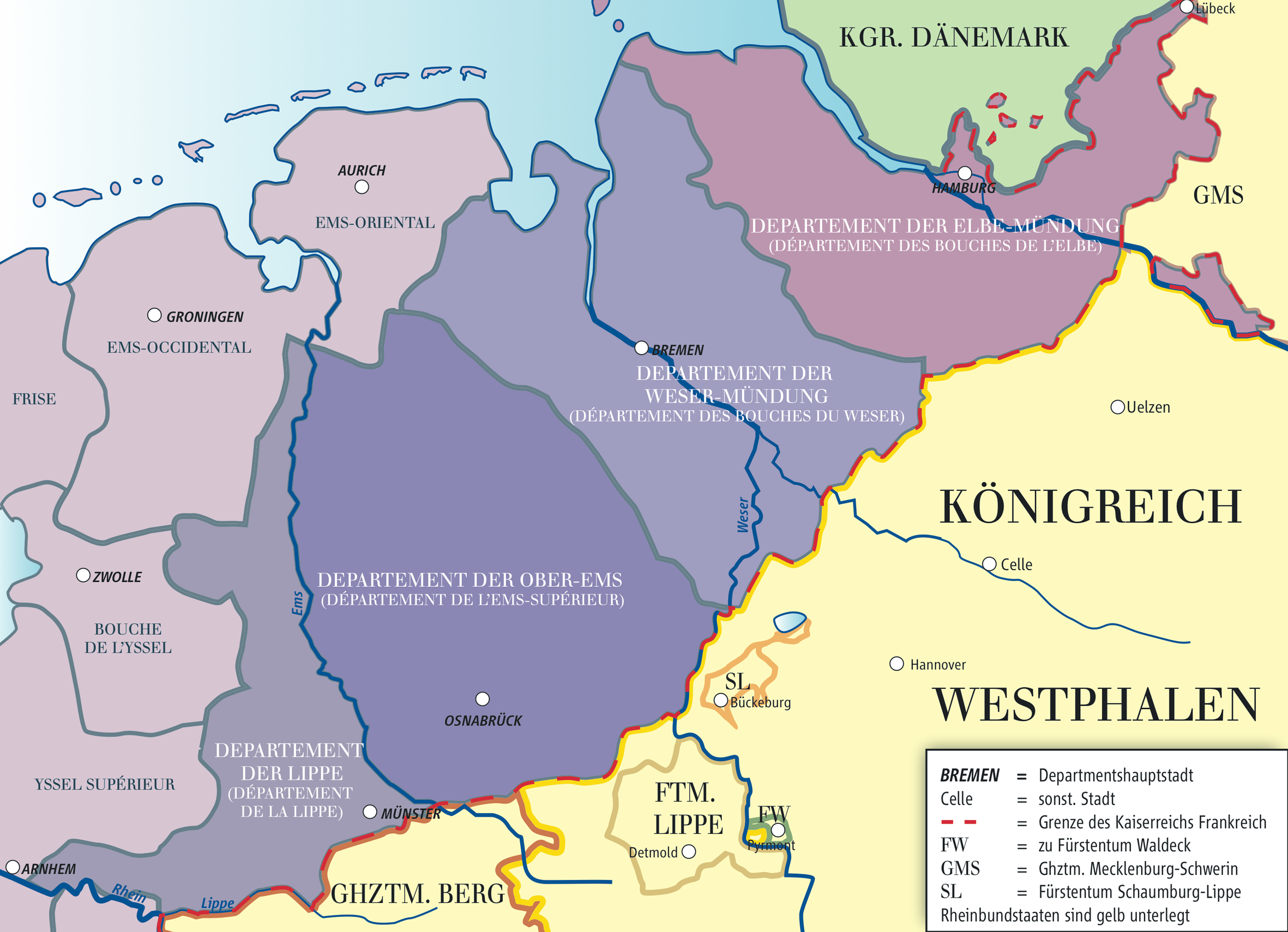
Hanse-Departments

Mit dem kaiserlichen Erlass vom 3. Februar 1811 wurden in den drei Hanseatischen Departements (départements hanséatiques), die praktisch ganz Nordwestdeutschland umfassten, drei Linieninfanterie-Regimenter à 4 Bataillone von je 840 Mann aufgestellt, kurz darauf allerdings die Anzahl der Bataillone auf 3 reduziert:
- Nr. 127 in Hamburg (Departement der Elbmündung/Département des Bouches de l’Elbe),
- Nr. 128 in Bremen (Departement der Wesermündung/Département des Bouches-du-Weser),
- Nr. 129 in Osnabrück (Departement der Ober-Ems/Département de l’Ems-Supérieur).

Sie wurden vom Kommandeur der 32. Militär-Division, Marschall Louis-Nicolas Davout, der gleichzeitig Generalgouverneur der drei hanseatischen Departements war, aufgestellt.

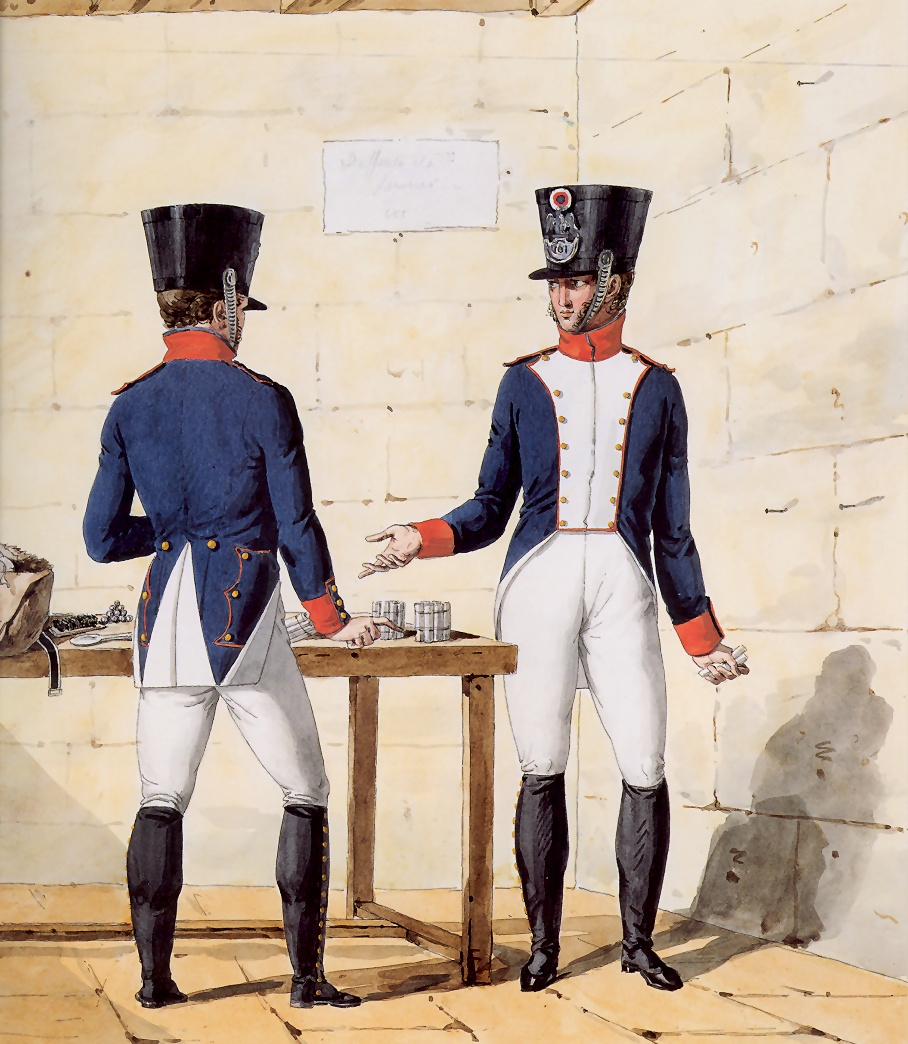
Grande Armée - Infanterie

Das 129e régiment d’infanterie de ligne wurde aus dem ehemaligen oldenburgischem Rheinbundkontingent  in Stärke von zwei Bataillonen gebildet. Die beiden Bataillone trafen am 1. März 1811 in Osnabrück, Sitz des Regiments-Stabs, ein. Die Gesamtstärke betrug 580 Mann. Informell wurde das 129. Regiment Regiment Oldenburg (régiment d’Oldenbourg) genannt. Nach der Herkunft stammten die Angehörigen hauptsächlich aus dem Oldenburger Land und dem Königreich Westphalen sowie einigen anderen deutschen Landschaften. Regimentskommandeur war Colonel Jean Daniel Freytag (1765–1832), Kommandeur des 1. Bataillons Capitaine Charles Sebastian Rudloff, Kommandeur des 2. Bataillons Capitaine Alexandre Comte de Bearn.
Stärke:
- Sollstärke : 2400 Mann
- Konskribiert : 2141 (Minus 259)
- In Osnabrück angekommen : 1873 (Minus 268)
- Am 1. Dezember 1811 marschbereit nach Maastricht: 1768 (Minus 105),

woraus sich ein Fehlbestand von 632 Mann (ca. 30 % der Personalstärke) ergab. Brand vermutet, dass ein beträchtlicher Teil des Fehlbestands nicht auf Fehler bei der Erfassung der Wehrpflichtigen und Krankheitsfälle, sondern auf Wehrdienstverweigerung und Desertion beruhte, da die am 3. September 1798 in Frankreich eingeführte Wehrpflicht selbst dort verhasst war.

### Das 1. und 2. Bataillon im Russlandfeldzug 1812
Nach der Aufstellung in Maastricht marschierte das Regiment am 25. Februar 1812 nach Bokellen (heute Frunskoje)/Ostpreußen ab, wo es am 15. Juni  eintraf und zur 10. Division, 3. Armee, trat. Die 10. Division bestand weiterhin aus den Linieninfanterie-Regimentern Nrn. 24, 26, 72 und 129, dem 1. Infanterie-Regiment der Portugiesischen Legion, einer Kompanie Fußartillerie und einer Kompanie Reitender Artillerie.
Das 3. Bataillon der 129er verblieb vorerst in Maastricht. Die Bataillone setzten sich aus je 6 Kompanien (Eine Grenadier-, vier Füsilier-, eine Voltigeur-Kompanie(n)) zusammen.
Beim Ausmarsch aus Maastricht betrug die Personalstärke 40 Offiziere und 1.365 Unteroffiziere und Mannschaften. Beim Eintreffen in Ostpreußen hatte sie sich um 332 Mann auf 1.024 verringert. Von den 332 Mann galten 196 als „Indisponibel“, vermutlich insbesondere durch Fußerkrankungen. Als „abwesend“ wurden 136 gemeldet. Bei dieser Kategorie handelte es sich offensichtlich um Deserteure, woraus sich schließen lässt, dass noch vor Beginn des Feldzugs 20 % des Personals durch Krankheiten und weitere 10 % durch Desertion ausfiel.
Bei dem Vormarsch nach Wilna traf das 129. Regiment als letzte Einheit ein. Ursache war nach Marschall Ney die Tatsache, dass das Regiment praktisch nur aus Wehrpflichtigen mit einer Kurzausbildung bestand und lange Märsche nicht gewohnt war. Napoleon selbst machte dagegen eine schlechte soldatische Haltung für den Zustand des Regiments verantwortlich und bezeichnete die 129er als „die allerletzten der Armee“ (comme les derrières de l’armée). Das Regiment wurde daher mit Befehl vom 1. Juli 1812 für Sonderaufgaben abgestellt und nahm nicht am weiteren Vormarsch der Großen Armee teil.
Am 6. Juli 1812 traf es in Wilna ein, wo es den Hauptteil der Garnison bildete und hauptsächlich militärpolizeiliche Funktionen ausübte. Dazu gehörte auch die „Rückführung“ der (litauischen) Bauern auf ihre Höfe zur Wiederaufnahme der Landwirtschaft. Hierzu und zur Sicherstellung der öffentlichen Sicherheit und Ordnung wurden die Kompanien des Regiments disloziert und auf so genannte Militärbezirke verteilt.
Der personelle Fehlbestand wurde bis zum 21. August durch Ersatz aus Maastricht sowie 400 Litauer und 100 im Raum Riga, Wilna und Witebsk Rekrutierten ausgeglichen, so dass wieder eine Personalstärke von 1.150 Mann erreicht wurde. Anfang September 1812 wurde das Regiment von Wilna nach Minsk verlegt, marschierte aber am 1. Oktober nach Smolensk ab, wo es am 11. Oktober eintraf. Auf dem Marsch mussten 89 Soldaten, 79 Kranke und 10 Tote zurückgelassen werden mussten; bei den 89 Soldaten handelte es sich offensichtlich wiederum um Deserteure.
Nach der Schlacht um Smolensk, an der das Regiment nicht teilnahm, drangen am 11. November 1812 Teile der französischen Hauptarmee in die Stadt ein, um die Vorräte zu plündern, wobei es zu Gefechten der Truppenteile untereinander kam. Diese Auseinandersetzungen wurden erst durch das Eingreifen der Kaiserlichen Garde beendet.
Die 129er verließen das völlig verwüstete Smolensk auf die Nacht zum 17. November. Am 17. November nahm es der Schlacht bei Krasnoi teil, wobei 14 Unteroffiziere und 241 Soldaten fielen. Am 18. November nahmen sie an der Schlacht an der Losmina teil, wo weitere 548 Mann fielen. Beim Übergang über den Dnjepr am 19. November verlor das Regiment weitere 231 Mann, so dass die Gesamtverluste vom 17. bis zum 19. November 1.034 gefallene Offiziere, Unteroffiziere und Mannschaften betrug. Die Regimentsstärke betrug nur noch 116 Mann.
Nach der Schlacht an der Beresina ab dem 26. November 1812 betrug die Regimentsstärke noch 57 Mann. Ab diesem Zeitpunkt liegen über die beiden Bataillone des Regiments keine spezifischen Nachrichten mehr vor.

### Das 3. Bataillon. Die Auflösung
Das 3. Bataillon war im Mai 1812 aus Maastricht nach Berlin abmarschiert, später nach Danzig, wo es bis Weihnachten verblieb. Mitte Januar 1813 vereinigte es sich mit den aus Russland zurück kommenden Truppen und wurde in der Festung Spandau eingesetzt. Nach der Kapitulation der Festung im Mai 1813 marschierte es nach Maastricht zurück, wo das 129. Regiment aufgelöst wurde. Die Mannschaften des 3. Bataillons wurden in das 127. und 128. Regiment überführt.

### Uniformierung
Die Uniform entsprach vollkommen der der  französischen Infanterie. Von einem besonderen Regimentsabzeichen ist nichts bekannt. Die Grenadiere trugen rote Tschakokordeln, Federstutze,  Epauletten und Säbeltroddeln, Voltigeure grün-gelbe Federstutzen, grüne Kordeln, Epauletten und Faustriemen, die Füsiliere entsprechend gelbe.

### Folgen
Nach Ludwig von Weltzien führte das ungeklärte Schicksal der oldenburgischen Vermissten des Regiments im Herzogtum zu einer weiterhin anhaltenden Ablehnung der Wehrpflicht. Die Folge waren erhebliche Schwierigkeiten bei der Rekrutierung für das neue Regiment Oldenburg des aus dem russischen Exil zurückgekehrten Herzogs Peter Friedrich Ludwig. Teilweise wurden für die (zwangsweise) Rekrutierung russische Kosaken eingesetzt. Nach Weltzien waren noch 1814 700 Regimentsangehörige verschollen. Die Höhe der Gesamtverluste des Regiments ist nicht bekannt.

## Geschichte 1873–1977
1873 wurde das Regiment als normales Infanterieregiment erneut aufgestellt, nahm am Ersten Weltkrieg teil und wurde nach der französischen Niederlage im Frankreichfeldzug 1940 erneut aufgelöst, jedoch 1945 wieder gegründet. Es wurde im Algerienkrieg eingesetzt und war anschließend in der Bundesrepublik Deutschland, unter anderem in Konstanz, stationiert. 1977 wurde es endgültig aufgelöst.